# Grumman F9F Cougar
El Grumman F9F Cougar (‘puma’ en inglés), denominado F-9 Cougar a partir de 1962, fue un avión de caza naval a reacción que sirvió en la Armada de los Estados Unidos y en la Armada Argentina.

## Diseño y desarrollo

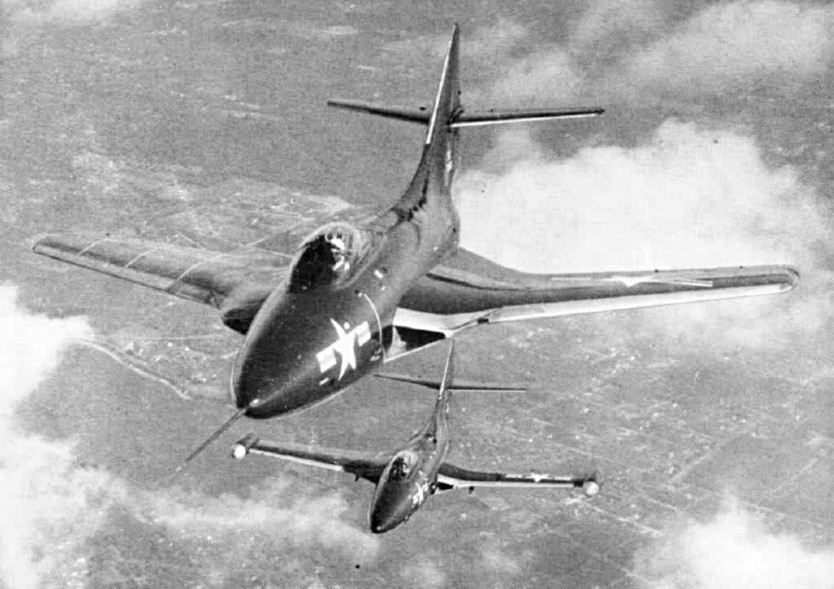
Un F9F-6 Cougar, arriba con ala en flecha, volando junto a un F9F-5 Panther, debajo con ala recta.

### Derivado del Grumman F9F Panther
El  XF9F-1 (Model G-75) de 1946 fue propuesto como un caza de cuatro motores, pero llegó solo a la categoría de proyecto.
Poco después de que el Grumman F9F Panther entrase en servicio, la compañía constructora comenzó el desarrollo de una variante con alas en flecha, según un contrato firmado con la Armada estadounidense el 2 de marzo de 1951. El prototipo Grumman XF9F-6 voló por primera vez el 20 de septiembre de 1951. Aunque la designación F9F era la misma que la del Panther, indicando que era una nueva versión del diseño original, el hecho de bautizarle con el nombre de Cougar revelaba que se trataba de un avión diferente.
Se le dotó de un nuevo turborreactor, más potente, pero la principal diferencia estribaba en el ala y los cambios estructurales que requirió. Los semipanos del Cougar tenían un aflechamiento de 35°, deflectores aerodinámicos en sustitución de los alerones, mayores flaps de borde de fuga, slats de borde de ataque y escuadras de guía aerodinámica.

### Más fácil de volar que el Panther
Para sorpresa de la Armada estadounidense, el Cougar era más fácil de volar desde portaaviones que el Panther. El avión seguía siendo subsónico, pero el Mach crítico se incrementó de 0,79 a 0,86 al nivel del mar y a 0,895 a 10 000 m de altura. A diferencia del Panther, el Cougar podía enfrentarse con los MiG-15 soviéticos de igual a igual, aunque entró en servicio demasiado tarde como para participar en la guerra de Corea.
Con esta configuración, el F9F-6 Cougar (posteriormente redesignado F-9F) entró en servicio con la Armada estadounidense en noviembre de 1952, siendo el escuadrón VF-32 la primera unidad en recibirlo. Esta versión fue seguida por los similares F9F-7 (F-9H), F9F-8 (F-9J), con un fuselaje alargado y alas de mayor cuerda, y el entrenador F9F-8T, con el fuselaje todavía más alargado, dos cabinas escalonadas en tándem, y armado únicamente con dos cañones. En 1962, el F9F-8T fue redesignado TF-9J, y muchos de ellos realizaron misiones operacionales en Vietnam, en cometidos diversos.

## Historia operacional
Extrañamente, la única versión del Cougar que entró en combate fue la de entrenamiento avanzado TF-9J, que fue utilizado como controlador aéreo avanzado, dirigiendo misiones de bombardeo sobre posiciones enemigas en Vietnam del Sur, durante 1966 y 1967.

### Argentina

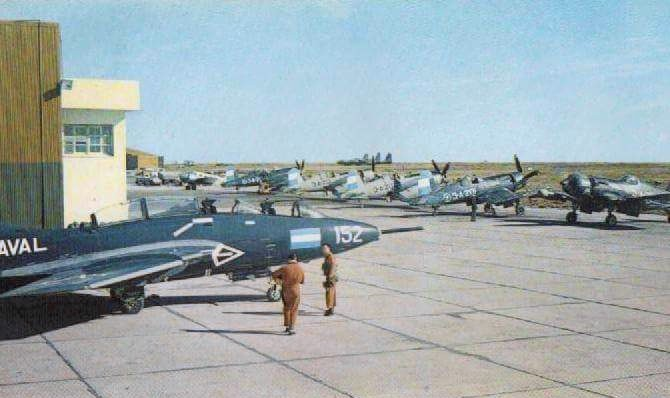
Un F9F Cougar y varios F4U Corsair de la Armada Argentina en la Base Aeronaval Comandante Espora.

El único cliente de exportación del F9F Cougar fue Argentina, que también utilizó Grumman F9F Panther. Dos entrenadores F9F-8T fueron adquiridos en 1962 para la Aviación Naval, y sirvieron en ella hasta 1971. La Armada Argentina, tras varios intentos fallidos, consiguió adquirir los ejemplares gracias a un error burocrático de designación, pero los Estados Unidos rehusaron enviar partes de repuesto en los años siguientes. El Cougar fue el primer avión en romper la barrera del sonido en Argentina.

## Variantes

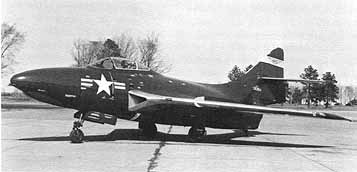
F9F-7 Cougar en el NACA en 1957.

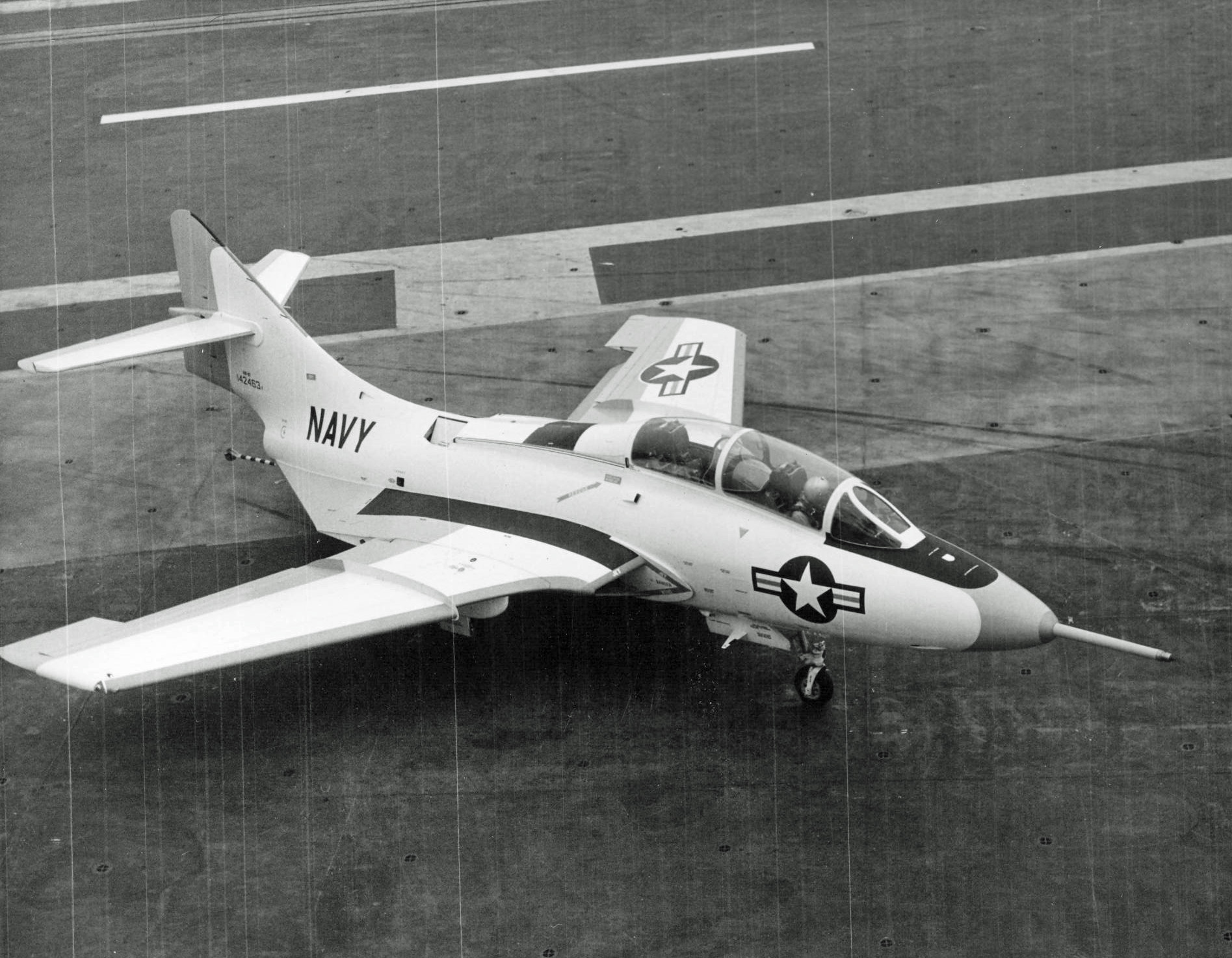
Un F9F-8T en la cubierta del portaaviones USS Saratoga (CVA-60), finales de los años 50.

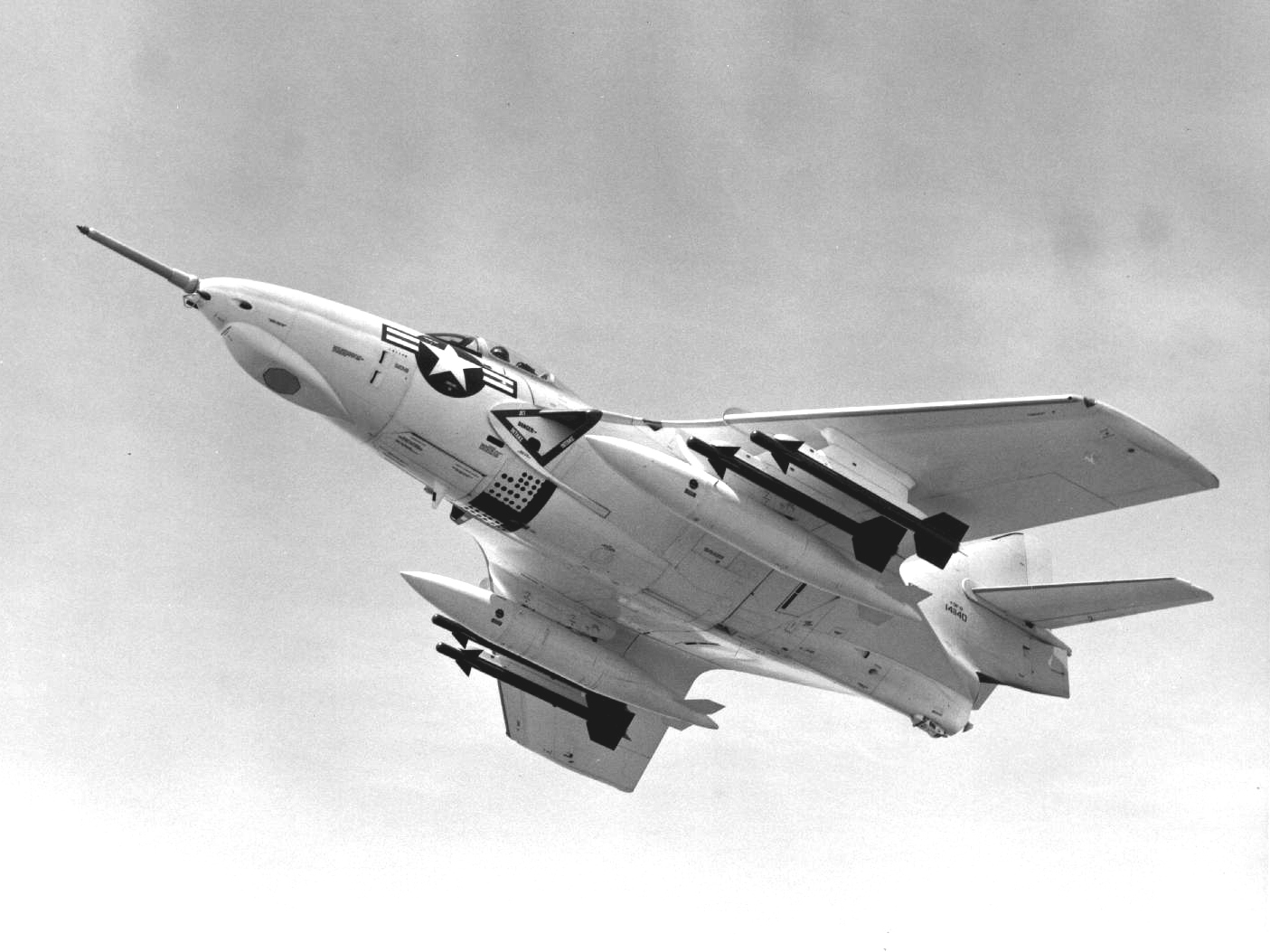
Un F8F-8 Cougar armado con misiles AIM-9B Sidewinder, finales de los años 50.

XF9F-6
Denominación de los primeros tres prototipos del F9F Cougar.
F9F-6
Las entregas comenzaron a mediados de 1952 y el último ejemplar salió de la cadena de producción en julio de 1954. Estaba armado con cuatro cañones M2 de 20 mm montados en el morro y podía cargar dos bombas de 454 kg o dos depósitos de combustible de 570 L en soportes subalares. Algunos ejemplares tenían capacidad para el reabastecimiento en vuelo. En 1962 fueron denominados F-9F. 646 ejemplares construidos.
F9F-6P
Versión de reconocimiento equipada con cámaras en el morro en el lugar de los cañones. Redesignada RF-9F en 1962, 60 ejemplares construidos.
F9F-6PD
Aviones director de drones, convertidos desde F9F-6P; redesignados DF-9F en 1962.
F9F-6D
Aviones director de drones, convertidos desde F9F-6; redesignados DF-9F en 1962.
F9F-6K
Aviones no tripulados para entrenamiento de combate, convertidos desde F9F-6'; redesignados QF-9F en 1962.
F9F-6K2
Versión mejorada del blanco aéreo F9F-6K. A partir de 1962 fue designado como QF-9G.
F9F-7
Versión del Cougar propulsada por motores Allison J33 en vez del Pratt & Whitney J48. Sin embargo, el J33 demostró ser menos fiable que el J48, por lo que casi todos los ejemplares de esta versión fueron convertidos para que pudiesen utilizar el J48. En 1962 se les cambió la denominación a F-9H. 168 ejemplares construidos.
F9F-8
Fue la versión final de caza. Tenía el fuselaje alargado en 20 cm y alas modificadas para mejorar el vuelo a baja velocidad, con altos ángulos de ataque y para agrandar los depósitos de combustible. Los ejemplares de esta serie fueron entregados entre abril de 1954 y marzo de 1957. Casi todos tenían capacidad para reabastecerse en vuelo y los últimos aviones de la serie podían utilizar cuatro misiles aire-aire AIM-9 Sidewinder; algunos pocos aviones podían utilizar bombas nucleares de caída libre. La gran mayoría de los aviones de las series anteriores fueron mejorados a este estándar. Fueron designados AF-9J en 1962. Los F9F-8 fueron retirados de primera línea en 1958-59, siendo reemplazados por el Vought F8U Crusader y el Grumman F11F Tiger. Fueron utilizados en la Reserva hasta mediados de la década del 60, pero ninguno participó de la Guerra de Vietnam. 601 ejemplares construidos.
YF9F-8B
Prototipo de cazabombardero monoplaza. Un F9F-8 fue convertido en el prototipo YF9F-8B. A partir de 1962 se lo denominó YAF-9J.
F9F-8B
Conversiones del F9F-8 en cazabombarderos monoplazas. Renombrados AF-9J en 1962.
F9F-8P
Versión de reconocimiento fotográfico, entregada en 1955-57. Fue retirada del servicio en 1960, pero algunos permanecieron en escuadrones de reserva. Fueron designados RF-9J en 1962. 110 ejemplares construidos.
YF9F-8T
Un prototipo convertido desde F9F-8. Avión biplaza utilizado en el desarrollo del entrenador F9F-8T. Denominado YTF-9J a partir de 1962.
F9F-8T
Versión biplaza de entrenamiento, entregada a la Armada estadounidense entre 1956 y 1960. Fueron utilizados como entrenadores avanzados, con armas y en operaciones desde portaaviones. Permanecieron en servicio hasta 1974. Estaban armados con 2 cañones de 20 mm y podían cargar bombas y/o misiles. Fueron llamados TF-9J a partir de 1962. 399 ejemplares construidos.
NTF-9J
Denominación utilizada para dos TF-9J que realizaron vuelos de pruebas especiales. El último vuelo de un Cougar, en la forma de este modelo fue en febrero de 1974.
YF9F-9
Designación original de los prototipos del YF11F-1 Tiger. Primer vuelo el 30 de julio de 1954; redesignados en abril de 1955.

## Operadores
Argentina
- Armada Argentina – Aviación Naval (Argentina)

 Estados Unidos
- Armada de los Estados Unidos
- Cuerpo de Marines de los Estados Unidos

## Especificaciones

### Características generales
- Tripulación: Uno (piloto)
- Longitud: 12,9 m (42,3 ft)
- Envergadura: 10,5 m (34,4 ft)
- Altura: 3,7 m (12,1 ft)
- Superficie alar: 31,3 m² (336,9 ft²)
- Peso vacío: 5382 kg (11 861,9 lb)
- Peso cargado: 11 232 kg (24 755,3 lb)
- Planta motriz: 1× turborreactor Pratt & Whitney J48-P-8.
  - Empuje normal: 32,2 kN (3283 kgf; 7239 lbf) de empuje.

### Rendimiento
- Velocidad máxima operativa (Vno): 1053 km/h (654 MPH; 569 kt)
- Velocidad crucero (Vc): 871 km/h (541 MPH; 470 kt)
- Velocidad de entrada en pérdida (Vs): 206 km/h (128 MPH; 111 kt)
- Alcance en combate: 472 km (255 nmi; 293 mi)
- Techo de vuelo: 13 600 m (44 619 ft)
- Régimen de ascenso: 34,3 m/s (6752 ft/min)
- Carga alar: 298 kg/m² (61 lb/ft²)

### Armamento
- Cañones: 

  - 4x AN/M3 de 20 mm
- Puntos de anclaje: 2 para cargar una combinación de:   
  - Cohetes: 

    - 6 de 127 mm

  - Misiles: 

    - 4x misil aire-aire AIM-9 Sidewinder

## Aeronaves relacionadas

### Desarrollos relacionados
- Grumman F9F Panther
- Grumman F-11 Tiger

### Aeronaves similares
- Douglas F4D Skyray
- McDonnell F3H Demon

### Secuencias de designación
- Secuencia G-_ (interna de Grumman): ← G-90 - G-91 - G-92 - G-93 - G-94 - G-96 - G-97 - G-98 - G-98J - G-99 - G-100 - G-101 - G-102 - G-103 - G-104 - G-105 - G-106 - G-107 - G-108 →
- Secuencia F_F (Cazas de la Armada estadounidense, 1922-1962 (Grumman, 1931-1962)): ← F7F - F8F - F9F-1 a -5 - F9F-6 a -8 - F10F - F11F - F12F
- Secuencia F-_ (Cazas estadounidenses, 1962-presente): ← F-6 - F-7 - F-8 - F-9 - F-10 - F-11 - F-12 →